# ویکتور دنر
ویکتور دنر (انگلیسی: Victor Danner زاده ۲۲ اکتبر ۱۹۲۶ در ایرپواتو، گوانخواتو - درگذشته ۲۸ اکتبر ۱۹۹۰) آموزگار محقق مترجم مؤلف اهل ایالات متحده آمریکا بود که استاد دانشگاه ایندیانا است. تخصص وی در زمینه‌های اندیشه عربی، اسلام، تصوف، ادبیات عربی، مذاهب شرقی و عرفان تطبیقی بود.
او فرزند آرتور جیمز و ماریا لوپز دانر است. در دورانی جوانی، او شاهد جنگ دوم جهانی بود. بعد از جنگ، او به دانشگاه جرج‌تاون رفت و از آنجا در ۱۹۵۷ لیسانس گرفت. بعد از آن او به مراکش رفت و آموزشیار و سرانجام مدیر مرکز زبان آمریکایی (با حمایت مالی سرویس اطلاعات آمریکا) شد.
در ۱۹۶۴، دانر برای مطالعات دکترایش به آمریکا برگشت و در ۱۹۷۰ از هاروارد فارغ‌التحصیل شد. او در ۱۹۶۷ به عنوان استاد زبان عربی و مطالعات دینی دانشگاه ایندیانا آمد و تا ۱۹۹۰ هنگام مرگش در این سمت بود. او ۵ سال مدیر بخش زبان‌ها و فرهنگ‌های خاورنزدیک بود و حامی مشتاق برنامه مطالعات خاورمیانه بود.
او جز نویسندگان تاریخ ایران کمبریج بوده‌است

## کتابشناسی
دنر به اضافه ۲۵ مقاله و داوری، کتاب‌های زیر را نوشته‌است:
- Ibn 'Ata 'Allah's Sufi Aphorisms (1973)
- Ibn 'Ata 'Allah: The Book of Wisdom, (1978)
- Islamic Mysticism
- The Necessity for the Rise of the Term Sūfī
- The Islamic Tradition: An Introduction (۱۹۸۸)

فصل از کتاب تاریخ ایران کمبریج
- دانر، ویکتور. «ادب عربی در ایران». ریچارد نلسون فرای. در تاریخ ایران کمبریج. ج. ۴. ترجمهٔ حسن انوشه. تهران: انتشارات امیرکبیر، ۱۳۹۰